# 坊津町
坊津町（日语：／ Bōnotsu chō */?）為過去位於日本鹿儿岛县下的城鎮。
2005年與加世田市、大浦町、笠沙町、金峰町合併為新成立的南薩摩市。